# Falling in Love (album)
 (avril 2025).
Pour les articles homonymes, voir Falling in Love.
Albums de Red Cardell
Soleil blanc
(2010) Running in Paris
(2013)
Falling in Love est le 13e album du groupe Red Cardell sorti le 28 avril 2012. Des musiciens du Bagad Kemper y participent et le mixage a lieu à New-York par Ariel Borujow.

## Liste des titres
| No  | Titre                                                        | Invités                        | Durée      |
| --- | ------------------------------------------------------------ | ------------------------------ | ---------- |
| 1.  | Mandolino                                                    | Pierre Stéphan                 | 3 min 39 s |
| 2.  | C'est trop tard (Thème de Jim Bell's Fiasco de Seumas Coyne) | Bagad Kemper                   | 4 min 17 s |
| 3.  | Brigands                                                     | Bagad Kemper                   | 4 min 34 s |
| 4.  | I drunk too much last night                                  |                                | 2 min 39 s |
| 5.  | Laride                                                       | Bagad Kemper                   | 3 min 43 s |
| 6.  | Le Dragon                                                    | Bagad Kemper                   | 4 min 23 s |
| 7.  | Falling in Love                                              | Pierre Sangra et Dr Das        | 5 min 28 s |
| 8.  | Ar Sorcerez                                                  | Bagad Kemper et Pierre Stéphan | 6 min 14 s |
| 9.  | Blues Bleu                                                   | Bagad Kemper et Pierre Stéphan | 6 min 07 s |
| 10. | Run                                                          |                                | 4 min 55 s |

- Textes : Jean-Pierre Riou
- Musiques : Jean-Pierre Riou et Manu Masko, sauf Le Dragon, Riou, Masko et Jean-Louis Le Hénaff, et Ar Sorcerez, traditionnel.

## Crédits

### Musiciens
- Manu Masko : batterie, percussions, bendir, derbouka, orgue, clavinet, Fender Rhodes, rythmloops, synthétiseurs et voix.
- Mathieu Péquériau : Harmonica et voix (1-2-4-5-8-9-10)
- Jean-Pierre Riou : chant, guitare électrique, acoustique et 12 cordes, Mandoline, basse (4-5-10), bombarde.

### Invités
- Bagad Kemper
  - Penn Sonneur : Steven Bodenès
  - Direction musicale et section bombarde : Jean-Louis Le Hénaff
  - Section cornemuse : Florent Bergeron
  - Section caisses claires : Tanguy Jourdren
  - Percussion : Jean-François Guéguen

- Pierre Stéphan : violon (1-8-9)
- Pierre Sangra : violon (7)
- Dr Das : basse (7)
- Maxime, Béatrice, Richard, Léo, Etienne, Mathieu : voix (7)

### Réalisation
- Produit et distribué par : Keltia musique
- Coproduit et réalisé par : Jean-Pierre Riou et Manu Masko
- Mixé par : Ariel Borujow au Stadium Red studio, Harlem, New York.
- Enregistré par : Jean-Pierre Riou au studio See-front (Locquirec), Manu Masko au 130 Underground (Saint-Maixent-l'École), Nicolas Rouvière au Chausson (Plestin-les-Grèves), Richard Puaud à La Cabane (Poitiers), François Gaucher à L'Alhambra-Colbert (Rochefort-sur-Mer).
- Bagad Kemper enregistré par Nicolas Rouvière au Nautile à La Forêt-Fouesnant.
- Masterisé par Ricardo Guttierez au Stadium Red et Raphaël Jonin à JRaph Ing.
- Graphisme pochette et livret : Fañch Le Hénaff